# Wii Sports Club
Wii Sports Club és un videojoc esportiu desenvolupat i produït per Nintendo i Bandai Namco per a la Wii U. És una recreació del Wii Sports, que hi afegeix gràfics d'alta definició, multijugador en línia i suport per al Wii Remote Plus.
El joc conté els cinc esports del joc original; es poden comprar individualment o llogar-se durant un període determinat mitjançant un abonament. El primer conjunt d'esports (bitlles i tennis) es va estrenar al Japó el 30 d'octubre de 2013, a Europa i Amèrica el 7 de novembre de 2013 i a Oceania el 8 de novembre de 2013. El golf estaria més tard disponible després d'un Nintendo Direct el 18 de desembre de 2013, mentre que el beisbol i la boxa es van llançar el 26 de juny de 2014 a tot el món. L'11 de juliol de 2014 es va publicar una versió física a totes les regions, conté els cinc esports en format de disc i no cal comprar un abonament diari ni cada esport individual.
El joc va rebre crítiques mixtes i positives dels crítics, que van elogiar els controls i l'addició del multijugador en línia, però van criticar el model de llançament. Els crítics també van considerar que el joc era inferior al seu predecessor, el Wii Sports Resort.

## Gameplay
De manera similar al Wii Sports, els jugadors utilitzen el Wii Remote per imitar els moviments realitzats durant diversos esports, que són tennis, beisbol, bitlles, golf i boxa. Tot i això, el joc requereix l'ús del Wii MotionPlus, a diferència de l'original però de manera similar a la seva seqüela, el Wii Sports Resort, per tal d'ajustar els controls i millorar la jugabilitat. El joc afegeix una nova jugabilitat, com ara l'ús del Wii U GamePad, així com noves missions d'entrenament i nivells, però també en recupera antigues.

### Jugabilitat en línia i clubs
Els jugadors poden unir-se a diferents "clubs" que representen diverses regions del món (per exemple: ESP North East) i competir en línia amb altres membres del club. Els jugadors han de romandre al club seleccionat durant 24 hores, però després poden canviar a un altre. A més, es pot seleccionar un club genèric "Other". Els jugadors es classifiquen dins dels seus clubs, i els clubs poden competir i ser classificats contra altres clubs. També s'admet la comunicació amb Miiverse i els jugadors poden comunicar-se dins del joc mitjançant missatges i dibuixos predefinits al Wii U GamePad.

## Recepció
La puntuació total de Metacritic va ser de 68/100. Nintendojo va donar al joc un rang de B+, afirmant que el joc tenia "controls precisos; experiència en línia sòlida", però no tenia una comunicació en línia adequada i estava "apagat en comparació amb el Wii Sports Resort". Nintendo World Report va donar al tennis un 7/10 i als bitlles un 8,5/10. IGN va donar al Wii Sports Club una puntuació de 8/10. Nintendo Life va donar al joc 7 de 10 estrelles.